# Дети в спорт

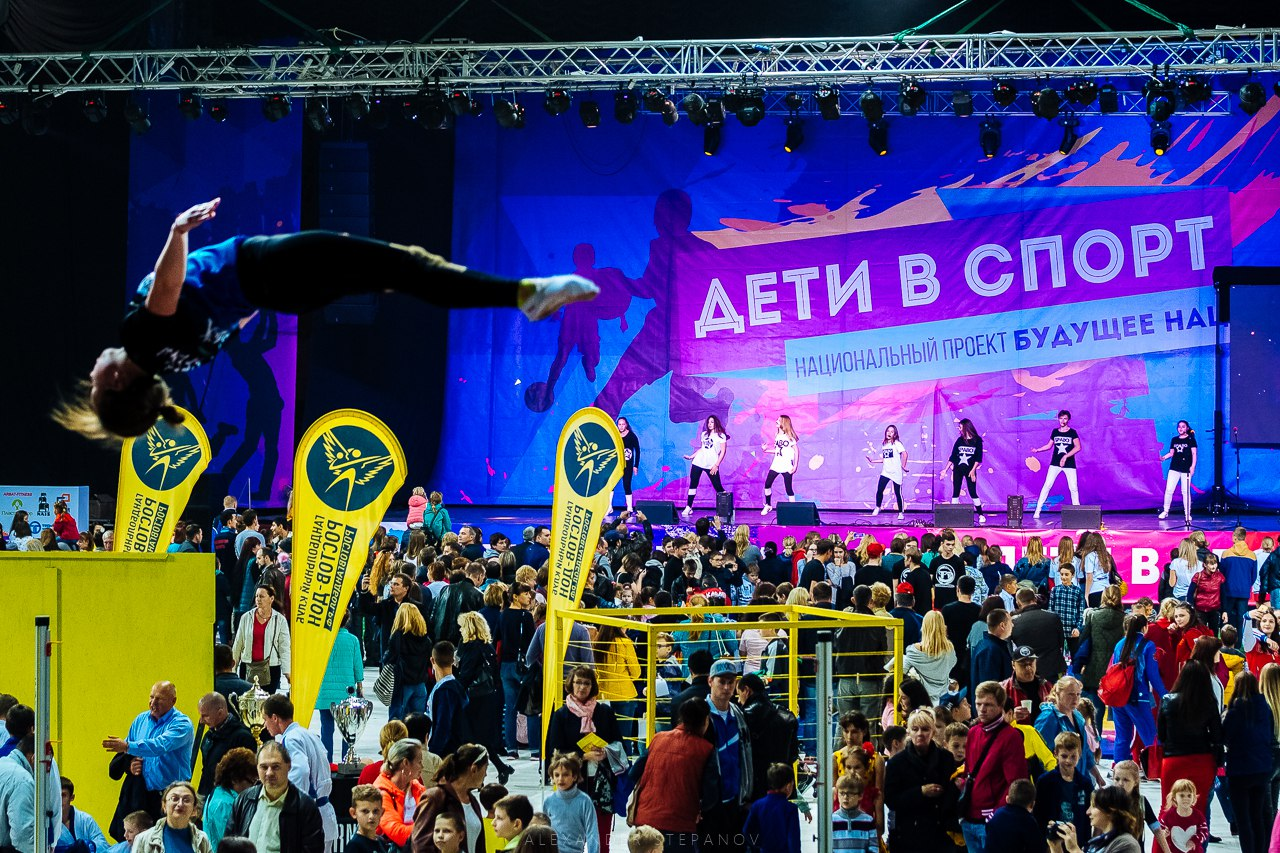
Зал с гостями ежегодного фестиваля «Дети в спорт», 2017 год

«Дети в спорт» — детский спортивный фестиваль, проводящийся в Ростове-на-Дону на ежегодной основе с 2014 года.
 
Программа включала показательные выступления спортивных коллективов города и области, мастер-классы от тренеров спортивных школ. Цели фестиваля — привлечь внимание детей и их родителей к спортивным секциям, представить различные виды спорта и дать возможность каждому ребёнку попробовать себя в них.

## Организаторы и цели проекта
Фестиваль является полностью социальным проектом и проводится на средства порядка 30 спонсоров. Основным организатором выступает группа компаний «Русмедиа» и ее руководитель Мелихов Сергей Владимирович. Фестиваль поддерживает Правительство и Министерство спорта Ростовской области в рамках национального проекта «Будущее нации» и президентской программы по возрождению ГТО.

Цели фестиваля:
1. Предоставить детям возможность, за несколько часов попробовать себя в разном направлении и выбрать для себе подходящую спортивную секцию. Это удается достичь путем сбора на одной площадке всевозможных спортивных направлений.
2. Сформировать у детей желание заниматься спортом и вести здоровый образ жизни, включив в детский спортивный праздник участие олимпийских чемпионов страны и возможности общения детей с ними.

## Виды спорта
| - Автомобильный спорт - Адаптивный спорт - Авиамодельный спорт - Айкидо - Академическая гребля - Акробатический рок-н-ролл - Альпинизм и скалолазание - Армейский рукопашный бой - Бадминтон - Баскетбол - Бейсбол - Бильярдный спорт - Бокс - Велоспорт-трек - Велоспорт-шоссе - Водное поло - Волейбол - Вольная борьба - Воздухоплавание - Гандбол - Гиревой спорт - Гольф - Гребля на байдарках и каноэ - Греко-римская борьба - Дартс - Дзюдо - Джиу-джитсу | - Капоэйра - Каратэ-до - Кекусинкай - Кинологический спорт - Кендо - Кикбоксинг - Кудо - Конный спорт - Легкая атлетика - Мотоспорт - Настольный теннис - Парашютный спорт - Паркур - Парусный спорт - Пейнтбол - Плавание - Подводный спорт - Полиатлон - Практическая стрельба - Прыжки на батуте - Пулевая стрельба - Регби - Роуп-скиппинг - Рукопашный бой - Самбо - Синхронное плавание - Смешанное боевое единоборство | - Современное пятиборье - Спорт для людей с ограниченными возможностями - Спортивная акробатика - Спортивная гимнастика - Спортивное ориентирование - Спортивный туризм - Спортивные танцы - Стендовая стрельба - Стрельба из лука - Тайский бокс - Теннис - Триатлон - Тхэквондо - Тяжелая атлетика - Ушу - Фехтование - Фигурное катание на коньках - Футбол - Функциональное многоборье - Хоккей - Хоккей на траве - Художественная гимнастика - Шахматы - Эстетическая гимнастика - Шашки - Чирлидинг - Чир спорт |

## Известные гости
За 4 года в фестивале приняли участие:
- трехкратный олимпийский чемпион, борец вольного стиля Артур Таймазов;
- олимпийский чемпион, борец греко-римского стиля Вартерес Самургашев;
- двукратный олимпийский чемпион, борец классического стиля Валерий Резанцев;
- олимпийский чемпион, борец греко-римского стиля Хасан Бароев;
- олимпийская чемпионка по фехтованию Светлана Бойко;
- олимпийские чемпионки по гандболу Владлена Бобровникова и Анна Сень;
- олимпийские чемпионы по академической гребле Николай Спинёв и Сергей Федоровцев;
- олимпийский чемпион, борец греко-римского стиля Асланбек Хуштов;
- президент Федерации хоккея России Владислав Третьяк.
- пятикратный чемпион мира по прыжкам на батуте Александр Москаленко;
- cеребряный призёр Олимпийских игр 2016 года тхэквондист Алексей Денисенко;
- восьмикратная чемпионка мира по синхронному плаванию Влада Чигирёва;
- министр по физической культуре и спорту Ростовской области Самвел Рубенович Аракелян.
- Губернатор Ростовской области В.Ю.Голубев.

## Результаты
За 4 года существования проекта фестиваль посетило 45 000 детей, 11 000 из них записалось в спортивные секции.

### 2014 год
Более 50 видов спортивных секций на одной площадке. Около 5000 детей посетили фестиваль, 2552 ребенка выбрали для себя подходящий вид спорта.

### 2015 год
Более 60 видов секций и 15 000 гостей фестиваля. 3576 детей по итогу фестиваля нашли для себя подходящий вид спорта.

### 2016 год
63 видов спортивных секций представлены на одной площадке фестиваля. Гостями праздника стали около 10 000 детей и родителей, а записались на спортивные занятия 2387 детей.

### 2017 год
- 70 видов спорта представлены на одной площадке.
- более 10 000 посетителей за 4 часа;
- 9 олимпийских чемпионов стали гостями праздника;
- проведено порядка 50 мастер-классов;
- более 2500 детей выбрали свой вид спорта;
- розданы 8930 уникальных справочников фестиваля. В справочнике собрана контактная информация по самым различным видам спорта, в том числе и олимпийским, указаны телефоны областных и региональных отделений спортивных федераций, адреса спортивных школ и клубов Ростова-на-Дону и других городов Ростовской области.

«Фестиваль даёт возможность детям любого возраста, подросткам, их родителям ознакомиться с самыми различными видами спорта, изучить спортивные снаряды и в итоге выбрать вид спорта для себя. Опытные тренера помогут оценить физическую подготовку, а олимпийцы расскажут о своем пути к медали.»— министр по физической культуре и спорту Ростовской области Самвел Аракелян

«В Ростове это мероприятие стало хорошей традицией. Хочется конечно, чтоб такие мероприятия в каждой области проводились.»— Трехкратный олимпийский чемпион Артур Таймазов

## Галерея

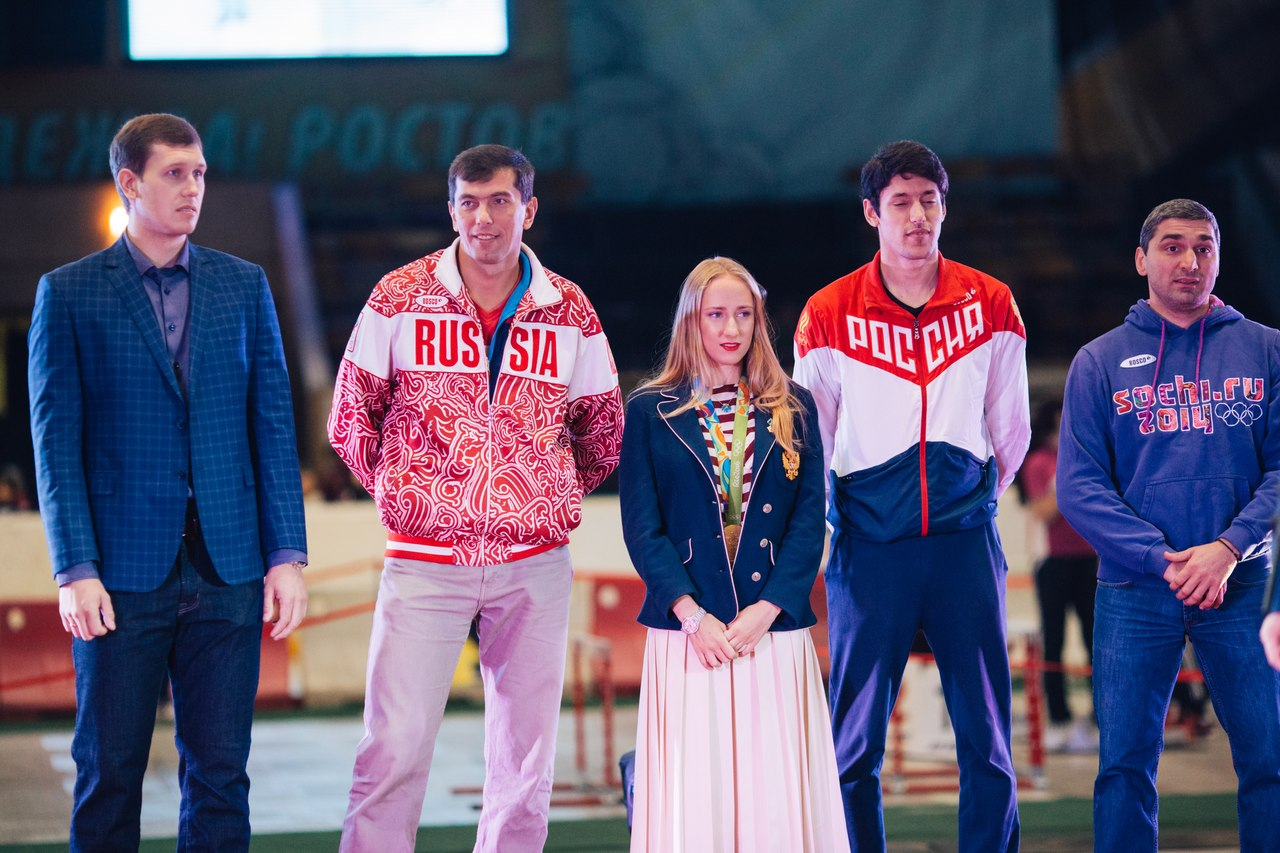
Приглашённые гости (олимпийские чемпионы) фестиваля «Дети в спорт» и организатор фестиваля Мелихов С. В.
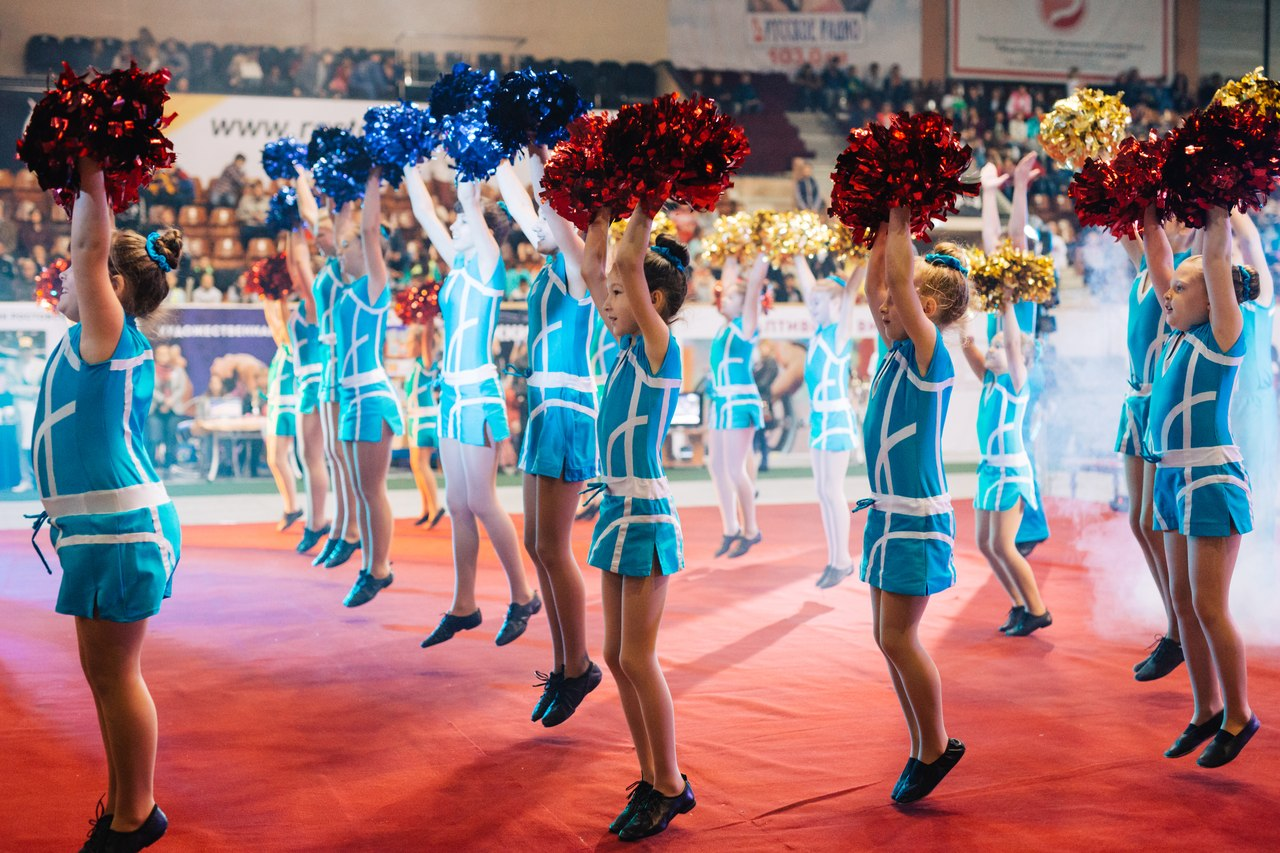
Выступление спортивной секции по акробатике.
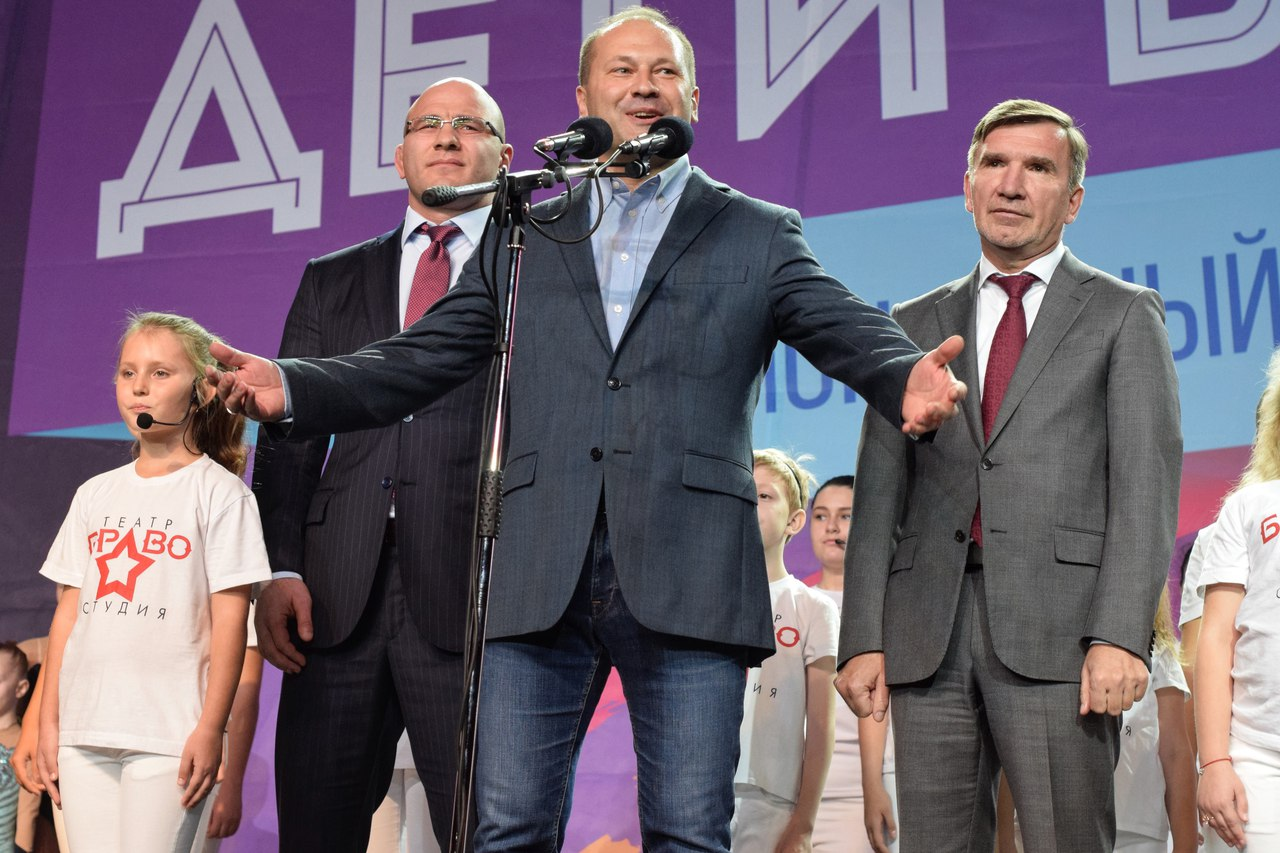
Приглашенные гости фестиваля «Дети в спорт».